# Parafia św. Dawida (Dominika)
Parafia świętego Dawida (ang. Saint David Parish) – jedna z 10 parafii we Wspólnocie Dominiki, znajdująca się we wschodniej części kraju. Stolicą parafii jest Rosalie.
Graniczy z parafiami: św. Józefa, św. Pawła, św. Jerzego od zachodu, św. Andrzeja od północy oraz z parafią św. Patryka od południa.

## Miejscowości
- Castle Bruce – największa wieś w parafii
- Grand Fond
- Rosalie
- Good Hope
- Petite Soufrière
- Riviere Cyrique
- Morne Jaune
- San Sauveur